# Expedición Dumont d'Urville

Trayecto de la expedición 1837-1840

La expedición Dumont d'Urville fue una expedición francesa hacia el océano Antártico inicialmente conocido bajo la forma de una circunnavegación. Fue dirigido a partir de 1837, intensificándose hacia 1839 a 1840, por Jules Dumont d'Urville con los navíos L'Astrolabe y La Zélée — donde este navío era comandado por Charles Hector Jacquinot, el segundo de la expedición.
Precedido por James Clark Ross en su expedición Erebus y Terror, al sud, siguiendo el itinerario que James Cook hizo con su segundo viaje de James Cook y abandonado en los años 1770 a causa de la banquisa, y se las arregló en descubrir una tierra en Antártida, bautizada Tierra Adelia en honor de su esposa.

## Preparación

### La querella con la Academia de las ciencias
François Arago

### Los instructivos
Claude du Campe de Rosamel

### Miembros de la expedición

#### Naves

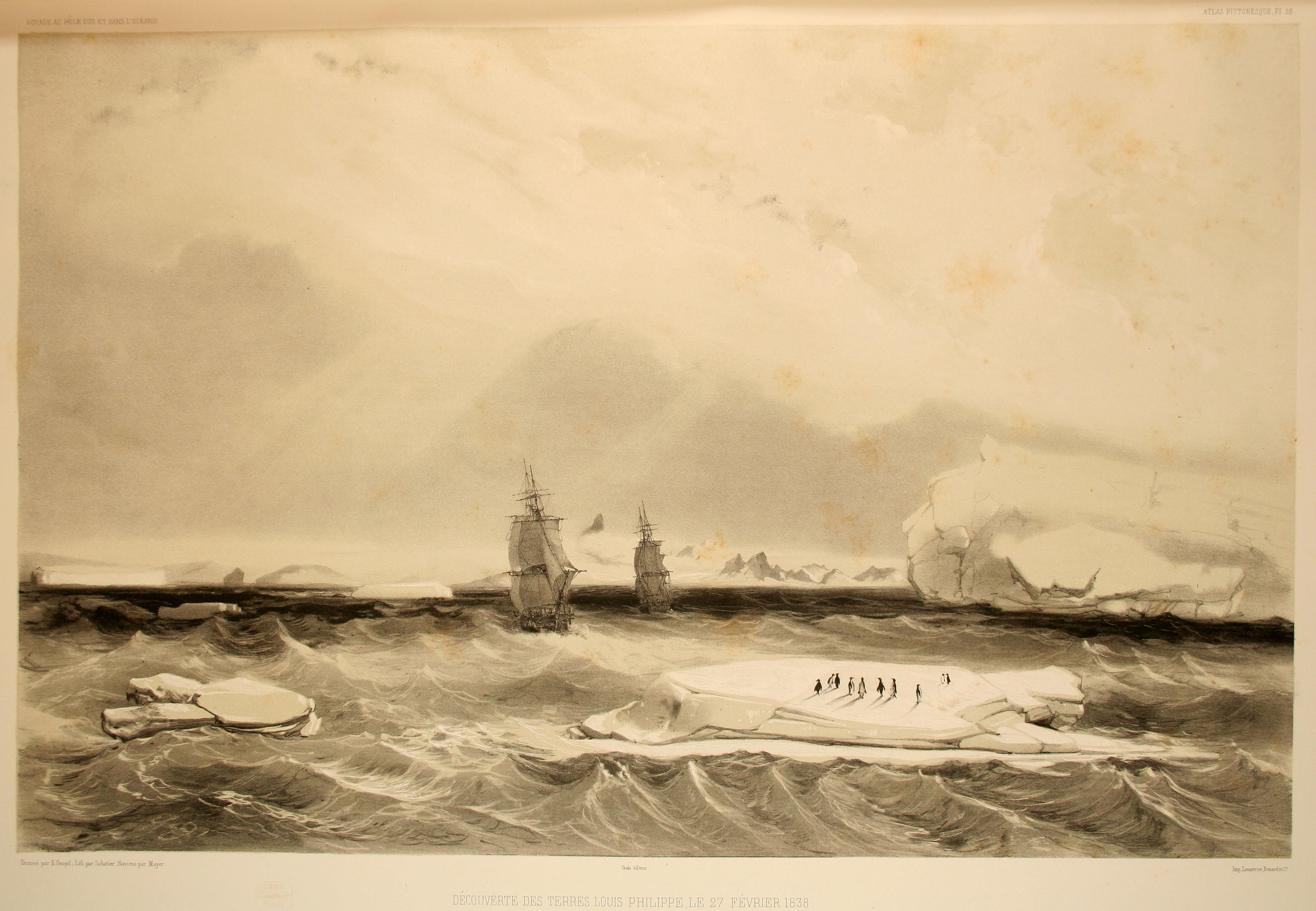
L'Astrolabe y La Zélée, en el descubrimiento de las Tierras Louis Philippe (hoy Tierra de Graham) el 27 de febrero de 1838.

- El Astrolabe
- La Zélée

#### Tripulaciones
Se reportan solo oficiales y "caballeros"
Cada barco tiene un complemento completo de tripulantes 70-80.
Sobre L'Astrolabe :
- Comandante : capitán de navío Jules Dumont d'Urville, jefe de expedición
- Teniente de navío : Gaston de Rocquemaurel, segundo: François Barlatier de Mas
- Cirujanos : Jacques Bernard Hombron ; Louis Le Breton
- Curadores de anatomía : Pierre Dumoutier
- Ingeniero hidrógrafo : Clément Adrien Vincendon-Dumoulin
- Secretario : César Desgraz
- Comisario de a bordo : Louis Ducorps
- Escritores : Joseph Durach, Jean-Marie Gourdin, Jacques-Marie-Eugène Marescot du Thilleul (1809-1839)[1]
- Alumnos: Joseph Boyer (también sobre la Zélée), Charles Gervaize, Pierre Lafonde, Louis Le Maistre Duparc.

Sobre La Zélée :
- Comandante : capitaine de frégate Charles Hector Jacquinot
- Teniente de navío : Joseph-Fidèle-Eugène du Bouzet, segundo: Charles Thanaron.
- Diseñador, dibujante : Ernest Goupil (reemplazado a su deceso el 4 de enero de 1840 en Hobart-Town, por Louis Le Breton cirujano de 3.ª clase del Astrolabe)
- Cirujanos : Élie Le Guillou, Honoré Jacquinot
- Comisario de a bordo: Félix Huon de Kermadec
- Escritores: Aimé Coupvent-Desbois, Antoine Pavin de la Farge, Louis Tardy de Montravel
- Alumnos: Paul de Flotte, Jean Gaillard

## Derrota

### Descenso al Atlántico
El 'Astrolabe y La Zélée dejaron el puerto de Toulon el 7 de septiembre de 1837, y atracaron en Tenerife, Islas Canarias a fin de mes.

### Exploración del estrecho de Magallanes
A partir de diciembre de 1837, los dos barcos llegaron al norte del estrecho de Magallanes, pero tuvo que permanecer más de un mes a causa de la niebla en el océano Atlántico, que interfería con la navegación en esas aguas peligrosas. Finalmente, el 8 de enero de 1838, la expedición pasa el estrecho, y siguió su camino hacia el sur, a lo largo de la Tierra del Fuego.

### La travesía del Pacífico
- Las Marquesas
- Tahití
- Las Samoa
- Vava'u reinado de Tonga
- Las islas Fiyi
- Vanikoro
- Las Salomón y las Carolinas
- Las islas Palaos y Mindanao
- Las Celebes y las Molucas
- Los mares de Indonesia

### Segunda correría al sud
- De Sumatra a Hobart

Trajet de Dumont d'Urville depuis Hobart (Tasmanie) vers la découverte et la prise de possession de la terre Adélie au nom de la France le 22 janvier 1840.

- El pasaje del círculo polar antártico
- La tierra Adelia
- Estadounidenses y franceses en el polo

### Retorno a Francia
- isla Bourbon (actual Réunion)
- isla Santa Helena

## Balance

### Gran número de víctimas
- 25 muertos, entre ellos cinco oficiales
- 13 desertores, 14 desembarcados

### Evaluación científica considerable
Publicación del informe de la expedición entre 1841 y 1854

## Algunas publicaciones
- Voyage au Pôle sud et dans l'Océanie sur les corvettes "L'Astrolabe" et "la Zélée", ejecutada por orden del Rey entre los años 1837-1838-1839-1840 bajo la comandancia de M. J. Dumont-d'Urville, capitán de buque, escrito después de la muerte de Dumont d'Urville bajo la máxima dirección del Sr. Jacquinot, capitán de navío, comandante de "La Zélée" describiendo las siguientes especialidades,
- Histoire du Voyage, por Dumont-d'Urville para los Tomos 1 a 3, y a partir del tomo 4 debido a su deceso, por Vincendon-Dumoulin, hidrógrafo de la expedición, París, Gide ed. 1842-1846 (10 vols. y atlas de 20 planchas) textos en Gallica (ver avisos Tomo 4 pp. 1-4) : tomo 1,tomo 2, tomo 3, tomo 4, tomo 5, tomo 6, tomo 7, tomo 8, tomo 9, tomo 10.
- Zoologie, por Hombron, Jacquinot y otros colaboradores (3 vols. y atlas de 140 planchss)
- Botanique, por Hombron, Jacquinot y Decaisne (2 vol. et atlas de 66 planches)
- Anthropologie y Physiologie humaine, por Dumoutier (1 vol. y atlas de 50 pl.)
- Minéralogie y Géologie, por J.Grange (2 vols. y atlas de 15 planchas)
- Physique, Routes des corvettes et observations météorologiques faites à bord  de "l'Astrolabe" por Vincendon-Dumoulin (1 vol.)
- Hydrographie, por Vincendon-Dumoulin (2 vols. y atlas de 64 planchas)